# لويس راجي
لويس راجي (بالفرنسية Louis Ragey يلفظ لوي غاجي) : مستشار التعليم في وزارة المعارف العمومية في دولة سوريا أثناء الانتداب الفرنسي.

ولد راجي عام 1895 وتوفي عام 1970. حصل على إجازة جامعية في الآداب. عمل مدرساً في دار المعلمين العليا، ثم في وزارة الخارجية الفرنسية. خلال الفترة ما بين 1925 و 1930 شغل منصب مستشار التعليم في وزارة المعارف العمومية في دولة سوريا. وخلال الفترة ما بين 1940 و 1965 أصبح مدير المعهد الوطني للفنون والحرف في فرنسا.

## راجي مستشار للتعليم في دولة سوريا
في أواخر عام 1925 عين راجي مستشار للتعليم، ليكن أول فرنسي يشغل هذا المنصب. بذل راجي جهداً كبيراً لإعادة تنظيم التعليم على النمط الفرنسي، فمثلاً جعل مدة التعليم الابتدائي خمس سنوات بدلاً من ست، وجعل مدة التعليم الثانوي سبع سنوات بدلاً من ست، وبذلك مهد لأشهر تنظيم له وهو إدخال نظام امتحان الشهادة الثانوية (بالفرنسي Baccalauréat بكلوريا). كان هذا الامتحان يقسم إلى قسمين : القسم الأول هو بكالوريا أولى، يقدمه الطالب في الصف الحادي عشر، وهو الصف قبل الأخير في المرحلة الثانوية. والقسم الثاني هو البكلوريا الثانية، يقدمه الطالب في الصف الثاني عشر، وهو الصف الأخير في المرحلة الثانوية.

تميزت فترة عمل راجي بإصدار العديد من القوانين التي نظمت التعليم في مختلف مراحله. وبتدخل راجي بأدق شؤون وزارة المعارف العمومية، الأمر الذي أدخله بصدام مع الوزير محمد كرد علي.
على الرغم من أن راجي حصل على موافقة وزارة التعليم الفرنسية بالبقاء خمس سنوات أخرى في سوريا، إلا أنه عزل من منصبه كمستشار وأعيد إلى فرنسا، وذلك لعدم رضى المندوب السامي هنري بونسو عنه.

## مؤلفاته
كتب راجي عدداً من المقالات والكتب، منها :

La question du chemin de fer de Bagdad : (1893- 1914), Paris, Rieder, 1936

Cent- cinquante ans de haut enseignement technique au Conservatoire national des arts et métiers. Paris, CNAM, 1970

L'œuvre de Laussedat et l'enseignement de la photogrammétrie au Conservatoire national des Arts et Métiers, Paris, Conservatoire national des Arts et Métiers, 1948